# Amr Musa

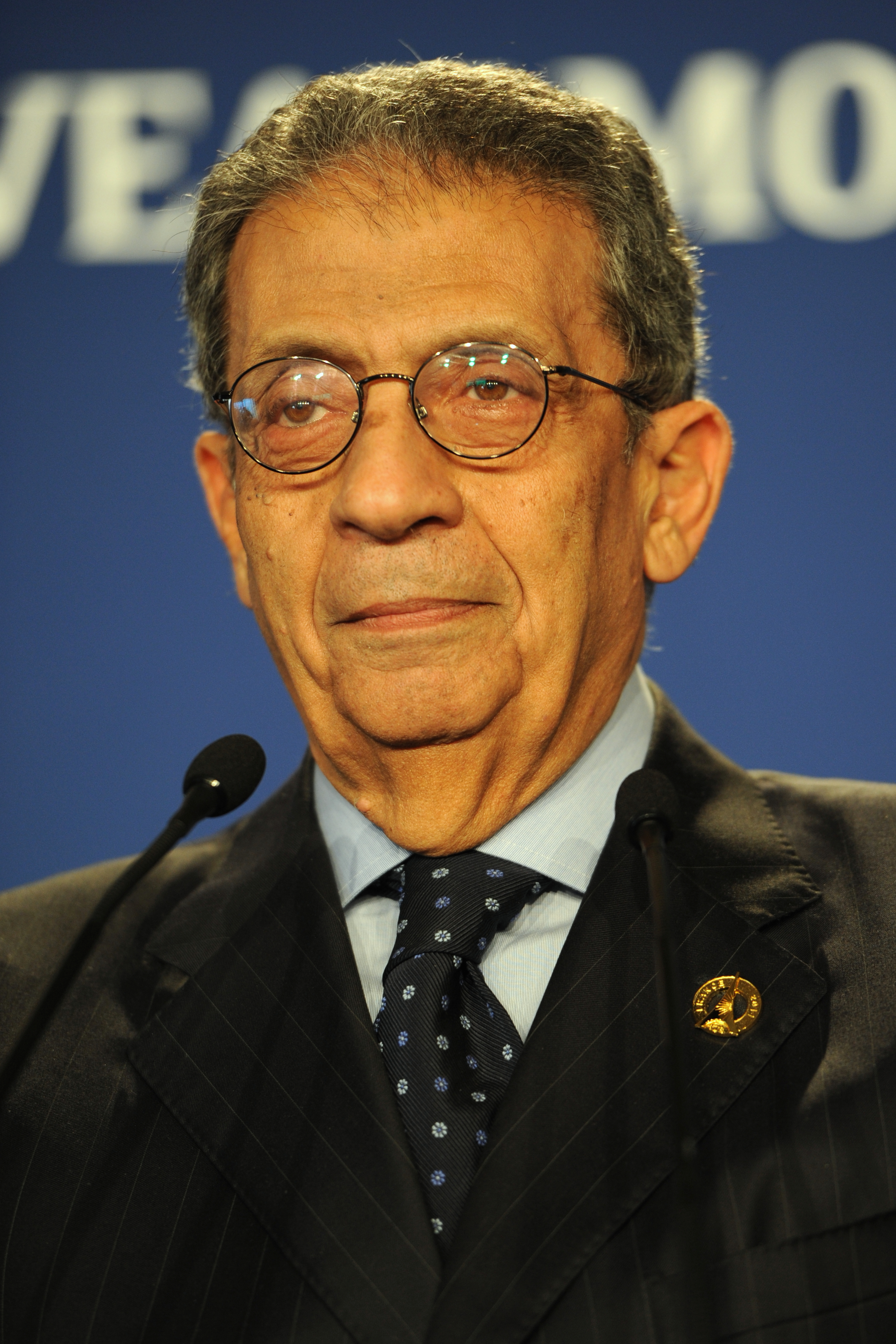
Amr Musa, 2011

Amr Musa (även transkriberat som Moussa; arabiska عمرو موسى, ʿAmr Mūsā), född 3 oktober 1936 i Kairo, är en egyptisk politiker och diplomat. Han tjänstgjorde som Egyptens utrikesminister 1991–2001 och som Arabförbundets generalsekreterare 2001–2011.
Musa avlade 1957 juristexamen i Kairo och inledde sedan en lång diplomatkarriär; han var bland annat ambassadör i Indien 1983–1986. År 1991 efterträdde han Ahmad Asmat Abd al Meguid som utrikesminister då Meguid tillträdde som Arabförbundets generalsekreterare. Efter tio år som utrikesminister efterträdde Musa sedan Meguid i Arabförbundet. Efter tio år som generalsekreterare efterträddes Musa av ytterligare en egyptier, Nabil al-Arabi.
I den israelisk-palestinska konflikten har Musa betonat att Israel måste avstå från att bygga bosättningar i Östra Jerusalem. Musa har omnämnts som en möjlig framtida president i efterdyningarna av egyptiska revolutionen 2011.